# Francesco Marengo
Francesco Marengo (Piemonte, 1875 — São Paulo, 2 de maio de 1959) foi um viticultor e empresário ítalo-brasileiro.
Foi um dos pioneiros na produção de vinho na cidade de São Paulo, onde tinha uma propriedade rural na Sexta Parada, atual bairro do Tatuapé. Também introduziu no Brasil a famosa uva Niagara, trazida exatamente das regiões do Niagara Fall nos EUA. Em 1916 sua produção de uvas obteve a Medalha de Ouro da Exposição de Frutas do Rio de Janeiro.
Por sua atuação, em 1930 foi-lhe concedido o título de cavaliere do Reino de Itália pelo rei Vítor Emanuel III. No Tatuapé, uma importante rua leva seu nome.